# St.-Walburgis-Kirche (Antwerpen)

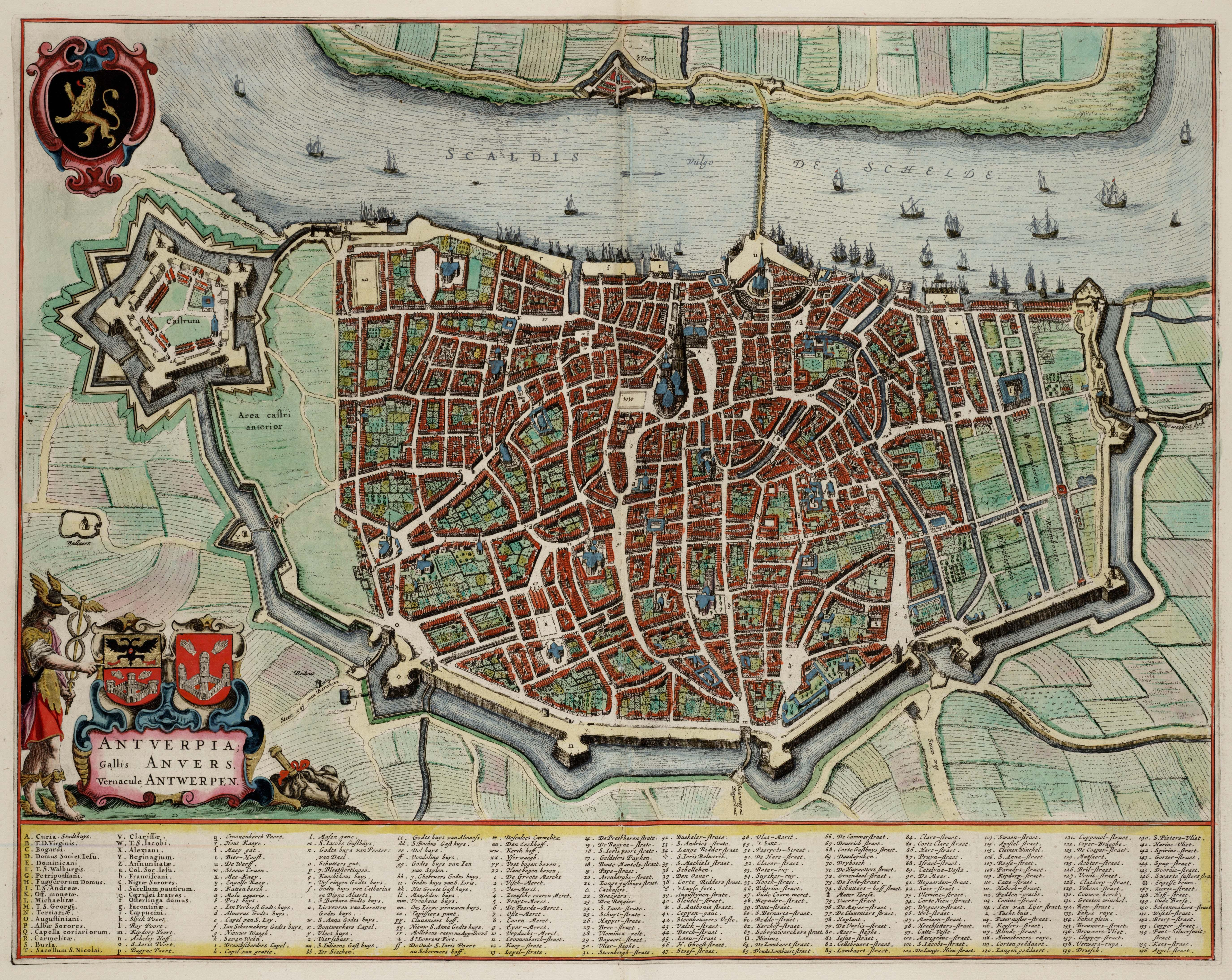
Plan von Antwerpen 1649; die St.-Walburgis-Kirche rechts oben (Buchstabe F)

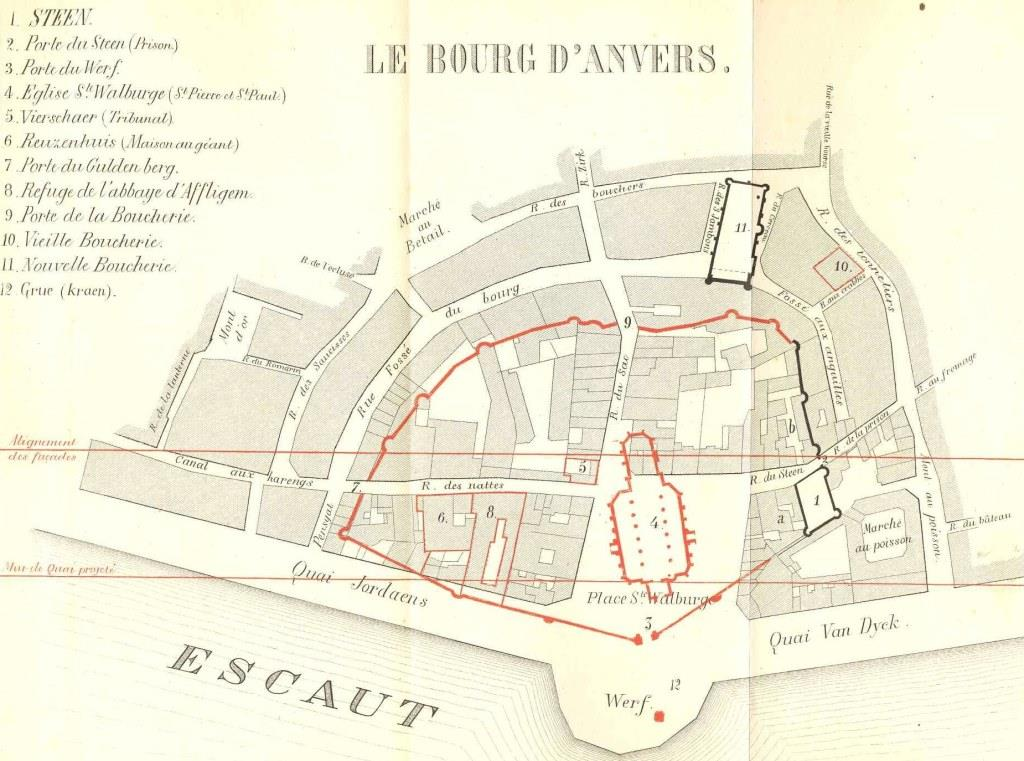
Die von Otto I erbaute Burg und seine Kirche St. Walburg (Nr. 4) in Antwerpen

Die St.-Walburgis-Kirche (niederländisch: Sint-Walburgiskerk) in Antwerpen war eine der heiligen Walburga († 779)  gewidmete Kirche, in der sich das Gemälde Kreuzaufrichtung  von Peter Paul Rubens befand. Nach der Zerstörung der Kirche gelangte das Werk 1816 in die Liebfrauenkathedrale.

## Geschichte
Mitte des 9. Jahrhunderts ließ Kaiser Otto I. am Ufer der Schelde eine Burg erbauen, in deren Mitte eine neue Kirche zu Ehren der heiligen Walburga errichtet wurde. Um 1500 vergrößerte der Baumeister Domien de Waghemakere (latinisiert: Dominicus, * um 1460 in Antwerpen; † 1542 ebenda) die Kirche. Er war Sohn des Baumeisters Herman de Waghemakere, der auch die Antwerpener Liebfrauenkathedrale erbaute.

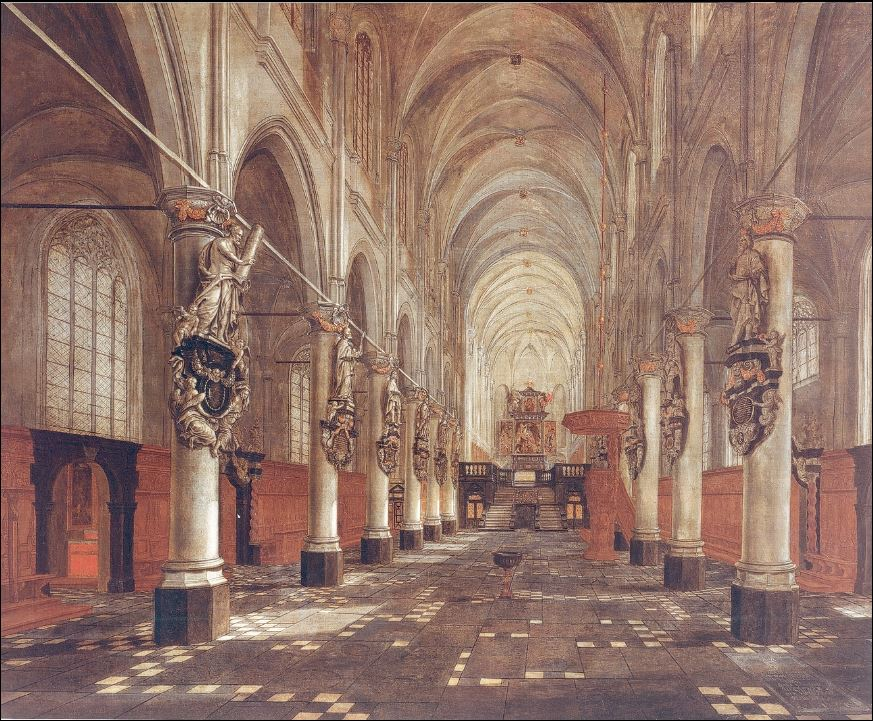
Inneres der Kirche, Gemälde von A.G. Gheringh

## Ausstattung
1609 beauftragte Cornelis van der Geest (* 1575; † 10. März 1638), ein Gewürzhändler aus Antwerpen und Kirchenvorsteher der Kirche St. Walburgis, den Antwerpener Künstler Peter Paul Rubens, der 1610 für die Kirche das Gemälde „Die Kreuzaufrichtung“ malte. Dieses Kolossalwerk wurde Teil des Hauptaltars. 1661 zeichnete Antoon Gunther Gheringh eine Innenansicht der Kirche, auf der dieser Hauptaltar zu sehen ist. Am 13. Juli 1734 wurde der alte Hochaltar abgebrochen, um einem neuen Altar von Willem Kerricx (* 2. Juli 1652 in Dendermonde; † 20. Juni 1719 in Antwerpen) Platz zu machen. Dabei wurde das große Gemälde zersägt und kleinere Teile von Rubens’ Gemälde gingen dabei verloren, da sie nicht in das neue Triptychon passen. Im Ersten Koalitionskrieg plünderten und zerstörten französische Truppen 1794 die Kirche. Die französischen Besatzer entfernten Rubens’ Triptychon aus der zerstörten Kirche und überführten es nach Paris. Nach der Franzosenzeit wurde das Gemälde nach Antwerpen zurückgebracht und 1816 in der Liebfrauenkathedrale aufgestellt.

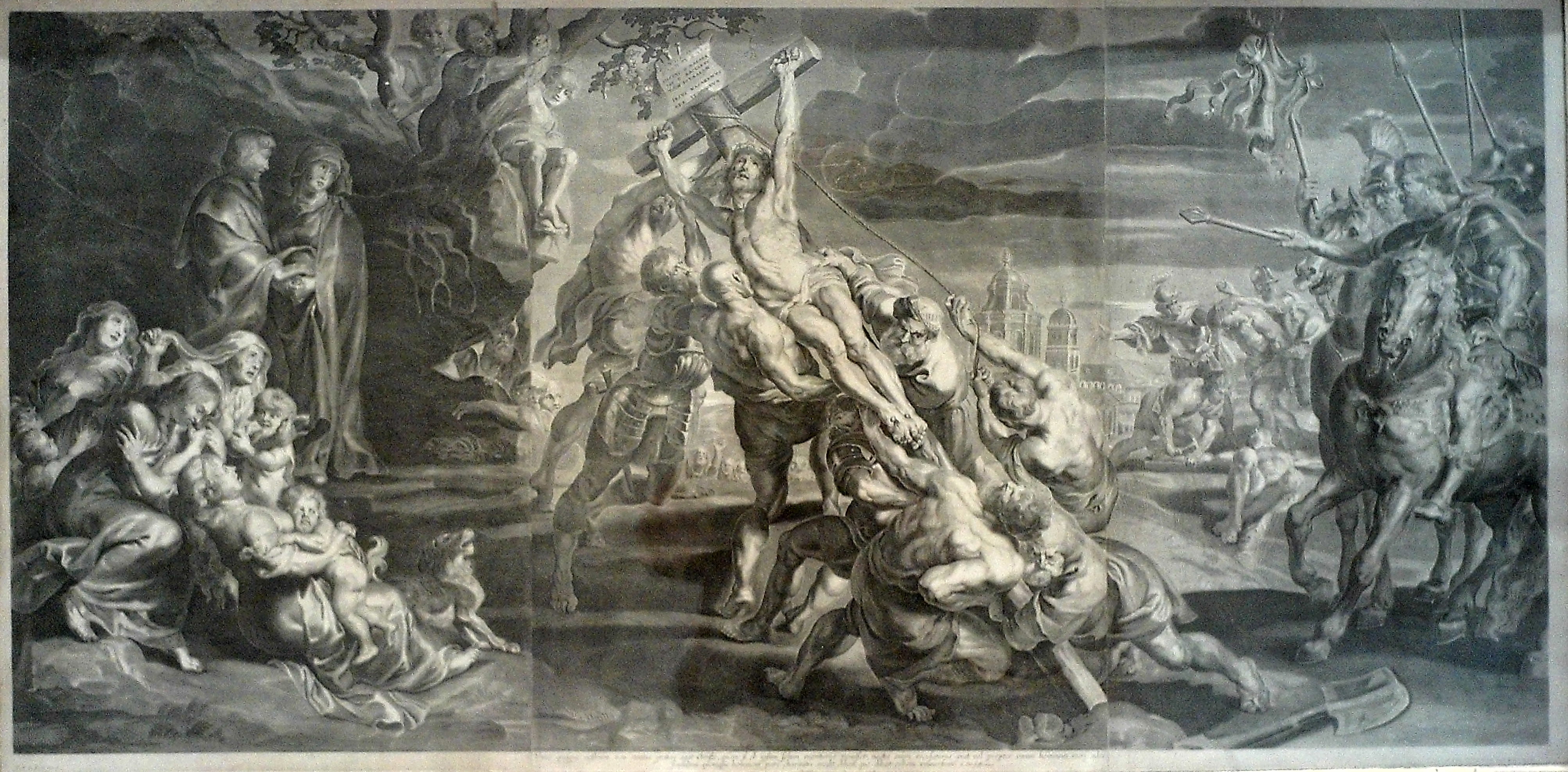
Peter Paul Rubens: Kreuzaufrichtung, vor der Verkleinerung
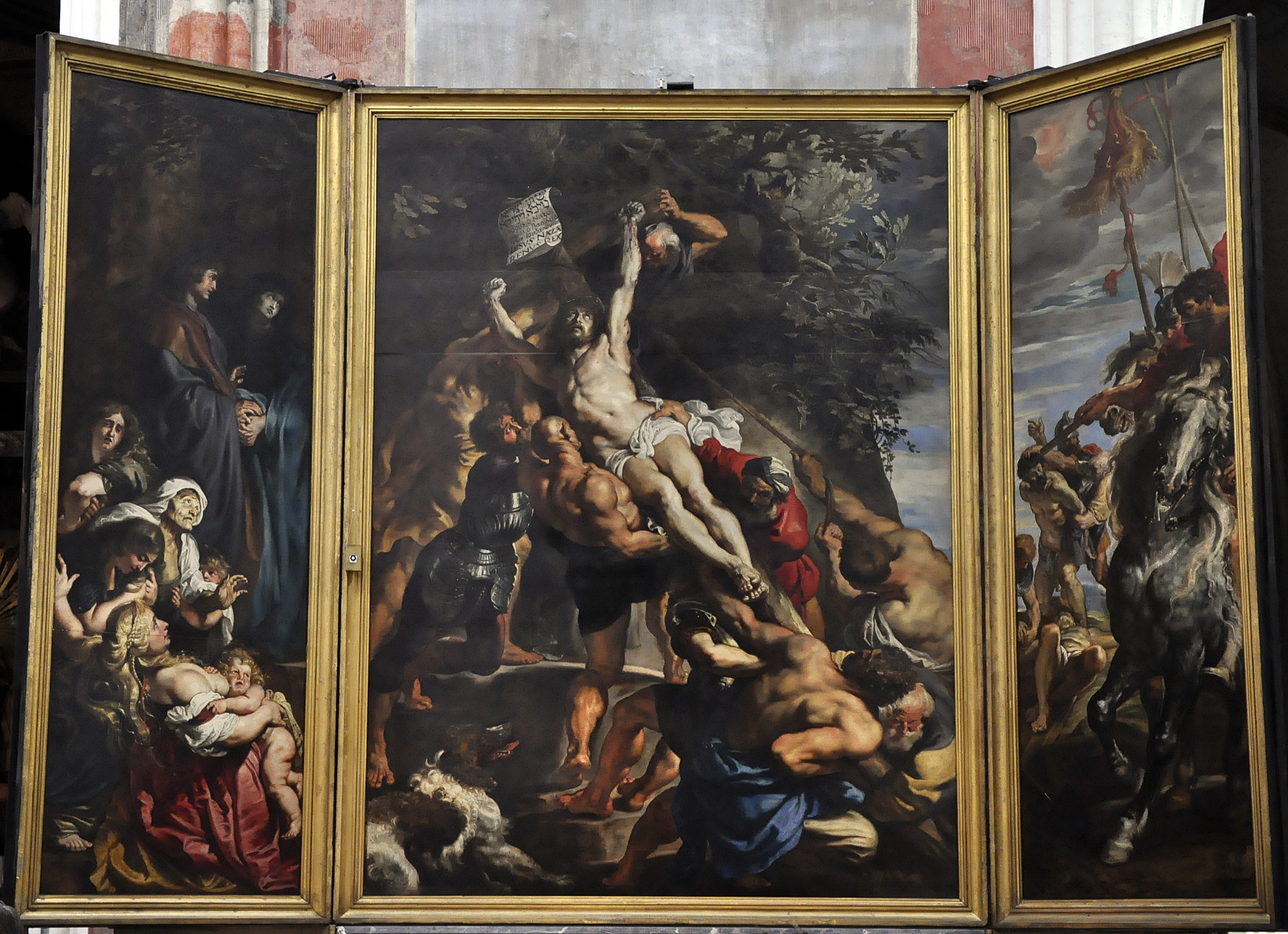
Peter Paul Rubens: Kreuzaufrichtung, nach der Verkleinerung
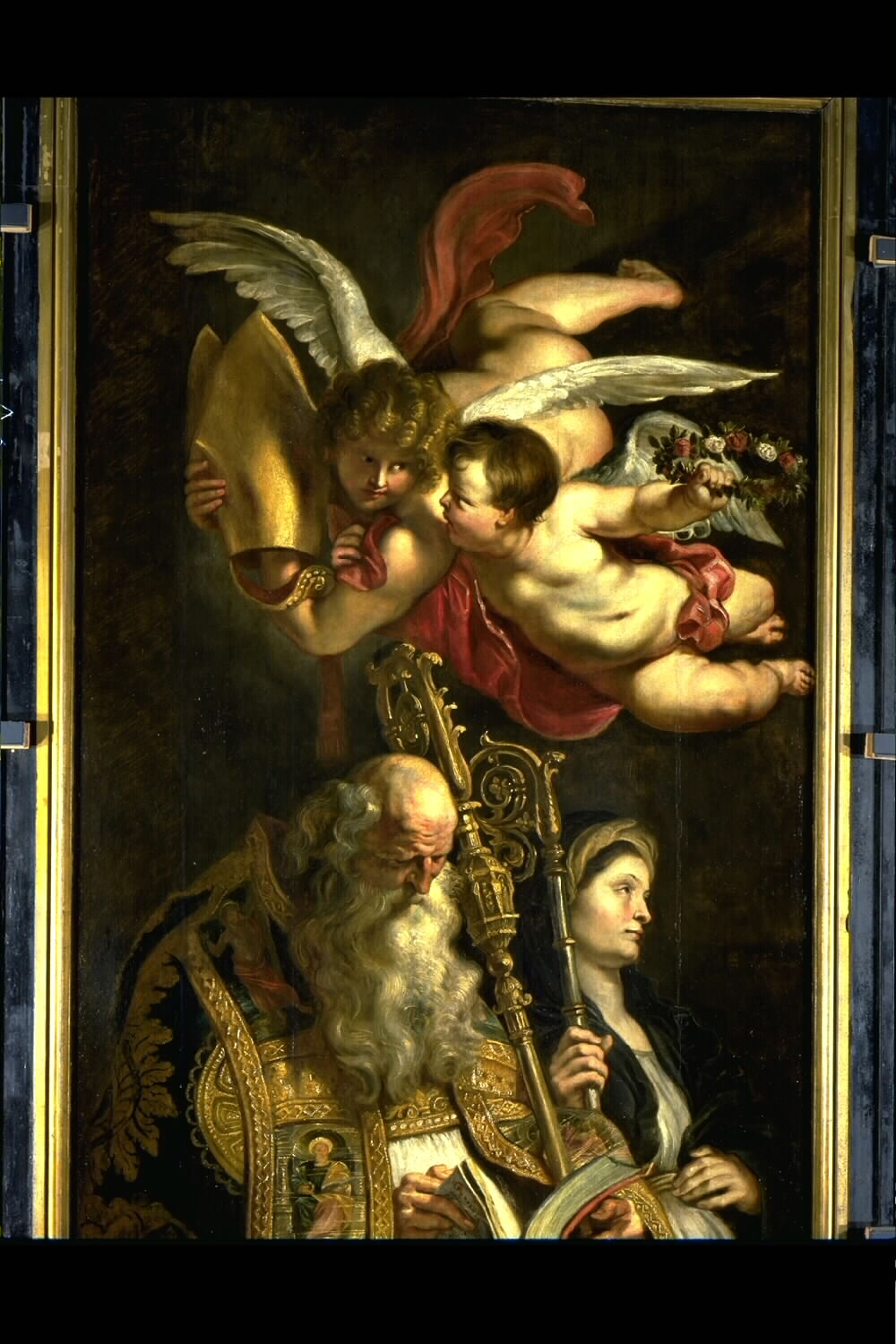
Die Heilige Walburga auf dem Außenflügel des früheren Hochaltars von Rubens in der Kirche
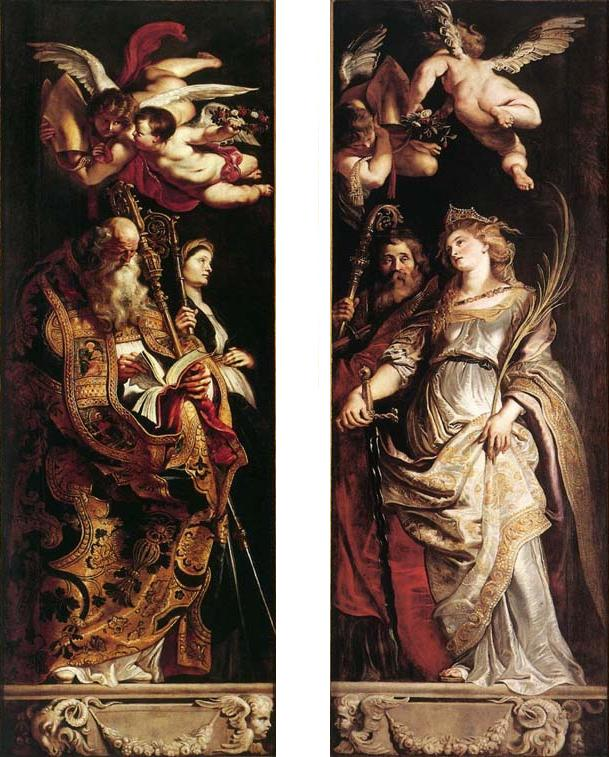
Außenflügel mit den Heiligen Amandus, Walburga, Eligius und Katherina (v. l. n. r.)